# سنگ‌نوشته نرسی در بیشاپور

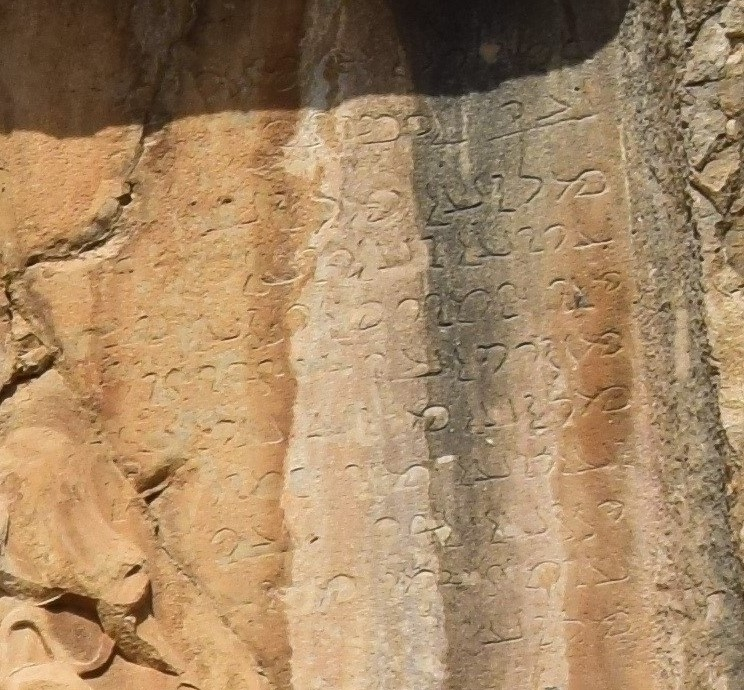
سنگ‌نوشته نرسی در بیشاپور

سنگ‌نوشته نرسی در بیشاپور یکی از سنگ‌نوشته‌های تاریخی بیشاپور در شهرستان کازرون است. در سمت چپ نقش بهرام یکم سنگ‌نوشته‌ای وجود دارد که در اصل نام این پادشاه را دربر داشته که درآینده برادر او نرسی به‌جای بهرام یکم نام خود را نگاشته‌است. این سنگ‌نوشته به زبان پارسی میانه و دارای ۱۱ سطر است و نام و عنوان و نسب نرسی در آن آمده‌است.